# Rhinobatos ocellatus
Rhinobatos ocellatus és un peix de la família dels rinobàtids i de l'ordre dels rajiformes.
present des de les costes del sud de Moçambic fins a Sud-àfrica.
És ovovivípar.
Pot arribar als 81 cm de llargària total.